# Lupitus de Barcelone
 (septembre 2024).
Si vous disposez d'ouvrages ou d'articles de référence ou si vous connaissez des sites web de qualité traitant du thème abordé ici, merci de compléter l'article en donnant les références utiles à sa vérifiabilité et en les liant à la section « Notes et références ».
Lupitus de Barcelone, identifié comme un archidiacre du nom de Sunifred, était un astronome ayant vécu à la fin du Xe siècle à Barcelone, qui faisait alors partie de la Marche d'Espagne, située entre les territoires musulmans d'Al-Andalus et chrétiens du sud de la France. En 985, elle tombe entre les mains des musulmans par la conquête de l'Almanzor.
Lupitus a joué un rôle dans la transmission des mathématiques arabes, notamment l'astrolabe et l'écriture décimale positionnelle. Gerbert d'Aurillac aurait demandé dans une lettre de 984 à Lupitus une traduction d'un traité d'astronomie arabe, les Sententiae astrolabii.